# Pikaluz
Pikaluz connu sous le nom à l'état-civil de Papi Kodjo Enrayonam Adzakey, né le 25 mai 1990  à Lomé, est un rappeur et auteur-compositeur-interprète togolais natif du quartier de Kodjoviakopé,,.

## Distinctions
16e édition des All Music Awards en 2009
- Meilleur chanson hip-hop de l'année sur l'album "Mougbawor"[6]
- Meilleur rappeur  de l'année[4]
- Meilleure collaboration musicale de l'année avec le  (featuring de Dia Nu'ella)
- Artiste masculin de l'année[6],[7]